# 서희
서희(徐熙, 942년~998년 음력 7월 14일)는 고려의 문신이다.
960년(광종 11) 과거에 급제한 후 원외랑을 거쳐 병관어사로 재직 중, 993년(고려 성종 12년) 거란의 침입 때 거란 측 장수인 소손녕(蕭遜寧)과 담판을 하여 교전을 치르지 않고 후퇴시켰다. 내사시랑평장사(內史侍郎平章事)를 거쳐 태보(太保)·내사령에 이르렀다. 시호는 장위(章威)이다. 1027년(현종 18)에 성종 묘정에 배향되었다.

## 출생
서희의 외가 어르신 중 용이 구름에 걸려 추락하다 바다의 신의 도움을 받아 용궁으로 간 태몽을 꾼 사람이 있다. 어릴 때부터 총명하여 지리에 밝았고 무예에 능했다. 960년에 갑과로 과거에 급제한 뒤, 광평원외랑·내의시랑 등을 거쳐 983년 병관어사가 되었다.
993년 요 성종은 장수 소손녕과 80만 대군을 보내 고려를 공격하였다. 이에 고려 성종은 박양유, 서희, 최량 등을 보내어 싸우게 하였으나 패배하여 봉산군(오늘날 청천강 이북 지역)을 빼앗기고 말았다. 다시 고려 성종은 이몽전을 청화사로 보내 화의를 표명하였으나, 적장 소손녕은 항복만을 요구하였다. 이몽전이 침략의 이유를 묻자 “너희 나라가 백성을 돌보지 않으므로 천벌을 주러 온 것이다”라고 답했다.....
이몽전이 돌아와 보고하니 고려 조정은 혼란에 빠졌고, 어떤 신하는 투항을 주장했고, 다른 신하는 땅을 떼어주자는 할지론을 주장했다. 이때 서희가 나서서 투항론과 할지론이 모두 옳지 않음을 주장했다. 그때 서희는 요나라의 침공 이유가 소손녕이 밝힌 바와는 달리 고려와의 강화에 있다고 여겼기 때문이다. 민관(民官) 이지백도 서희에게 동조하였다. 서희는 소손녕을 찾아가서 담판을 짓고 북쪽 땅을 얻었다.
성종이 서경에 행차하였을 때 미행으로 영명사에 가서 놀이를 하려 하자 놀이의 잘못됨을 상소, 간언하여 중지시켰다. 또 어가를 따라 해주에 갔을 때 임금이 그가 주둔하던 막사에 들어가고자 하니, “지존께서 임어하실 곳이 못 됩니다.”라고 거절하였으며, 성종이 그에게 술을 올리라고 명하자 “신의 술은 감히 드릴 수가 없습니다.”라고 하여 결국 막사 밖에서 어주를 올렸다고 한다.
또한 공빈령 정우현이 봉사를 올려 ‘시정의 일곱가지 일’을 논한 것이 임금의 비위를 상하게 하자, 성종은 그를 내치려 하였으나 서희는 오히려 정우현의 논사가 심히 적절한 것이라고 변호하고 그 허물을 스스로에게 돌렸다. 그리하여 정우현은 감찰어사가 되고 서희는 말과 주과를 위로의 증표로 받았다고 한다.
996년에 병으로 사찰 개국사에 요양하게 되자 성종이 직접 왕림하여 어의 한벌과 말 세필을 각 사원에 나누어 시납하고, 개국사에 다시 곡식 1,000석을 시주하는 등 그가 완쾌되도록 쾌유를 기원하기도 했다. 998년 57세를 일기로 졸하자 부음을 들은 왕이 크게 슬퍼하며 베 1천 필, 보리 3백 석, 쌀 5백 석, 뇌원다 2백 각, 대다 10근, 전향 3백 량을 부의로 주었다. 시호는 장위이다. 1027년에 성종 묘정에 배향되었다.

## 거란과의 담판

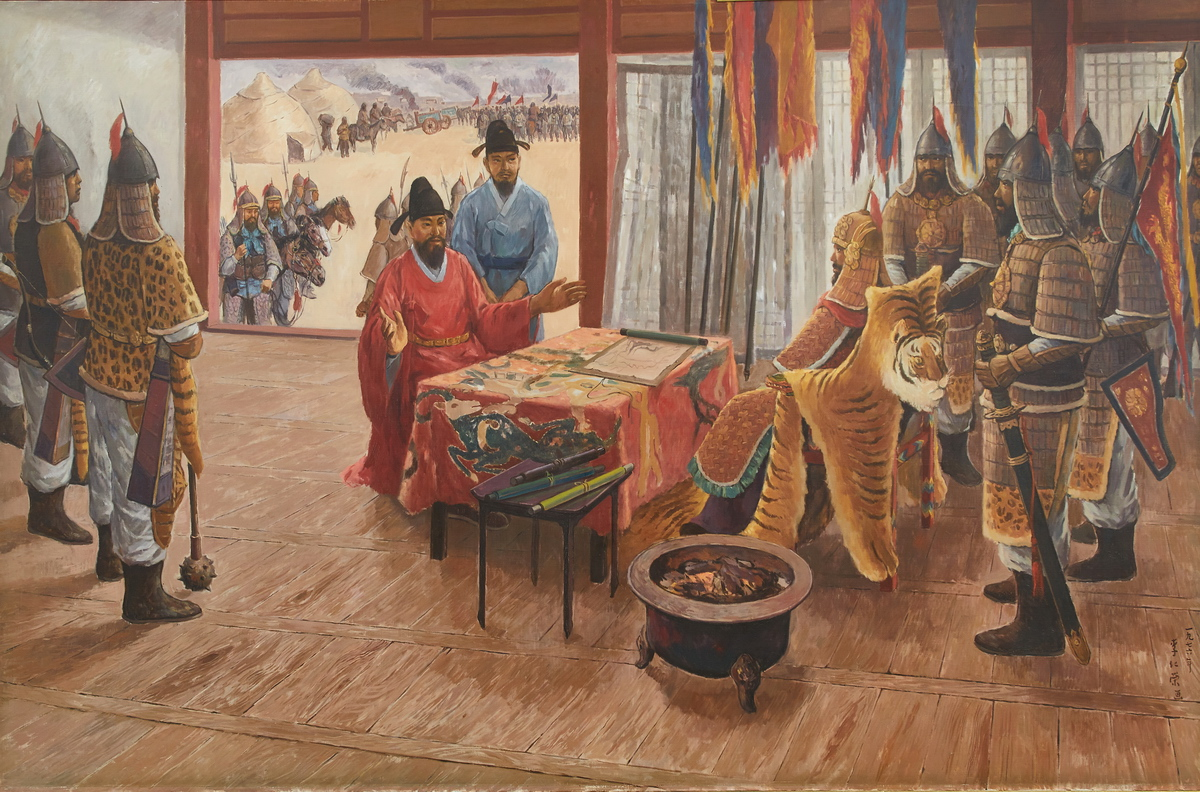
서희의 외교담판

993년(성종 12년) 거란이 고려를 쳐들어왔는데
처음 소손녕은 "80만 대군이 왔다. 만약 항복하지 않으면 모두 죽일 것이다"라고 하며 고려의 항복을 종용했다. 이와 함께 소손녕은 압록강을 건너 봉산군에서 고려군과 첫 교전을 치러 고려군 선봉장을 붙잡는 승리를 거두었다. 이 소식이 함께 전해지자, 고려 조정은 큰 충격에 빠져 할지론으로 전쟁을 막자는 주장이 크게 일었고, 고려 성종도 서경의 쌀을 버리도록 칙명을 내렸다.
그러자 서희는 "전쟁의 승패는 군사의 강약에 있는 것이 아니라 틈을 잘 엿보아 움직이는데 있을 뿐입니다. 먹을 것이 넉넉하면 성도 지킬 수 있고 싸움도 이길 수 있습니다. 그런데 어찌 갑자기 쌀을 버리려 하십니까?" "이번에 서경 이북의 땅을 내주더라도 삼각산 이북은 모두 고구려의 옛 강토인데, 앞으로 저들이 한없는 욕심으로 끝없이 강요한다면 다 내주시겠습니까?"라며 쌀을 버리라는 것과 할지론을 모두 비판했다. 그러면서 "저들은 실은 우리에게 공갈을 하고 있는 것입니다. 그러니 적의 숫자만 보고 서경 이북의 땅을 떼어 줘서는 안 될 것입니다." 라며 거란의 80만 대군은 한낱 부풀려진 허풍이라고 주장했다.
서희가 소손녕과 담판을 짓기 위해 그가 머무는 봉산군 장막으로 가자, 거란군은 "먼저 대국의 귀인에게 절을 올리는 예를 갖추어라!"라며 위협적으로 서희를 압박하였다. "뭘 꾸물거리고 있는가? 어서 절을 올려라!"라고 하자, 서희는 크게 노하면서 "무슨 말인가? 신하가 임금을 대할 때 뜰에서 절하는 것은 예법에 있는 일이나, 양국의 대신이 대면하는 좌석에서 절을 하는 예는 없다!"며 자리를 박차고 나가 숙소로 돌아가 움직이지 않았다.
소손녕이 내심 서희의 인품을 비범하게 여기며, 결국 뜰에서 서로 마주 절을 한 뒤에 동서로 마주 앉았다. 결국 소손녕이 서희를 압박하기 위하여 의도적으로 비상식적인 예를 고집했으나 오히려 서희가 기선을 먼저 제압하게 되었다.
서서히 협상이 진행되자 소손녕은 "너희 나라는 신라 땅에서 일어났고 고구려의 옛 땅은 우리 거란의 것이다"라고 하며 침략명분을 밝히자, 서희는 "그렇지 않소. 우리 고려는 바로 고구려를 계승한 나라요. 그래서 나라이름을 고려라고 부르고 서경을 국도로 정한 것이오."라고 하며 "땅의 경계를 가지고 말하자면 오히려 귀국의 동경이 우리 영토 안에 들어와야 하거늘 어찌 우리가 침범했다는 말을 하시오?"라고했다.
그러자 소손녕은 다음으로 "고려는 거란과 국경을 접하고 있는데도 어째서 바다건너 송나라와만 교류하고 있는가?"라고 본색을 드러냈다. 즉, 거란은 거란과 송의 전면전이 발생시 배후에 있는 고려의 침입이 두려워 먼저 고려가 송을 지원하지 못하도록 하는 것이 실질적인 거란의 침략목적이었다. 소손녕의 말을 통해 이와 같은 거란의 속마음을 간파한 서희는 "고려와 거란 양국의 국교가 통하지 못하는 것은 여진이 길을 막고 있기 때문이다"라며 여진이란 핑계거리를 만들어낸다음 "만일 우리가 여진을 쫓아내고 고구려의 옛 땅을 회복하여 그곳에 성과 보를 쌓아 길을 통할 수만 있다면 어찌 귀국과 국교를 통하지 않겠소?"라 하며, 서희의 애초 목적은 거란군의 철수였으나 오히려 이 담판기회를 통해 고구려의 옛땅 회복이라는 난제를 해결하고자 하였다.
결국 서희는 거란과의 협상에 성공하며, 서경 이북땅을 잃으며 항복하는 것이 아닌, 강동 6주의 땅을 가질 기회를 얻어냄과 동시에 소손녕은 서희에게 낙타 10두, 말 100필, 양 1,000마리와 비단 500필을 선물로 주고 떠났다.

## 가족
- 조부 : 서신일(徐神逸 정2품 아간대부)
- 조모 : 합천 홍씨(陜川 洪氏) 홍찬(洪贊)의 딸
  - 아버지 : 서필(徐弼, 901~965, 종1품 내의령)
  - 어머니 : 평양 황씨(平壤 黃氏)
    - 부인 : 청주 한씨(淸州 韓氏)
      - 장남 : 서눌(徐訥, ? ~1042, 종1품 문하시중)
      - 며느리 : 이천군대부인 최씨(利川郡大夫人 崔氏, 생몰년 미상)
        - 손녀 : 원목왕후(元穆王后, ? ~1057) - 현종의 제6비

      - 며느리 : 이천군대군 정씨(利川郡大君 鄭氏 생몰년 미상)
      - 차남 : 서유걸(徐惟傑, 정2품 상서좌복야)
        - 손자 : 서정(徐靖, 정2품 중서시랑평장사)
        - 손자 : 서존(徐存 태원군(太源君). 정3품 병부상서)

      - 사남 : 서유위(徐惟偉, 정3품 장야서령)
        - 손자 : 서면(徐冕)

    - 부인 : 미상
      - 삼남 : 서주행(徐周行) - 아명 서유행(徐惟行)
      - 며느리 : 초계 주씨(草溪 周氏)
        - 손자 : 서한(徐閈, 종3품 군기소윤(軍器少尹))

## 서희가 등장한 작품
- 《제국의 아침》 KBS, (2002년~2003년) 배우:한범희
- 《천추태후》 KBS, (2009년~2009년) 배우:임혁

## 같이 보기
- 고려
- 성종